# António Correia de Campos
António Fernando Correia de Campos (ur. 14 grudnia 1942 w Torredeicie w gminie Viseu) – portugalski prawnik i polityk, minister zdrowia (2001–2002, 2005–2008), poseł do Parlamentu Europejskiego VII kadencji.

## Życiorys
Uzyskał licencjat na wydziale prawa Uniwersytetu w Coimbrze, a później magisterium z dziedziny zdrowia publicznego na Uniwersytecie Johna Hopkinsa w USA. Po powrocie do kraju wykładał w Krajowej Szkole Zdrowia Publicznego Nowego Uniwersytetu w Lizbonie. Stał na czele Rady Naukowej Europejskiego Instytutu Administracji Publicznej w Maastricht (2000–2001).
Związany z Partią Socjalistyczną był wybierany na posła do Zgromadzenia Republiki w 1991, 1995 i 1999. Pełnił obowiązki sekretarza stanu ds. zdrowia w V gabinecie (1979). W XIV rządzie Antónia Guterresa stał na czele resortu zdrowia (2001–2002), tę samą funkcję pełnił w XVII gabinecie José Sócratesa (2005–2008).
W wyborach 2009 kandydował z listy Partii Socjalistycznej do Parlamentu Europejskiego. Uzyskał mandat posła i zasiadł w Komisji Rynku Wewnętrznego i Ochrony Konsumentów. Członkiem PE był do 2014. W 2016 został przewodniczącym Rady Gospodarczej i Społecznej, kierował tym gremium do 2020.